# Leutasch

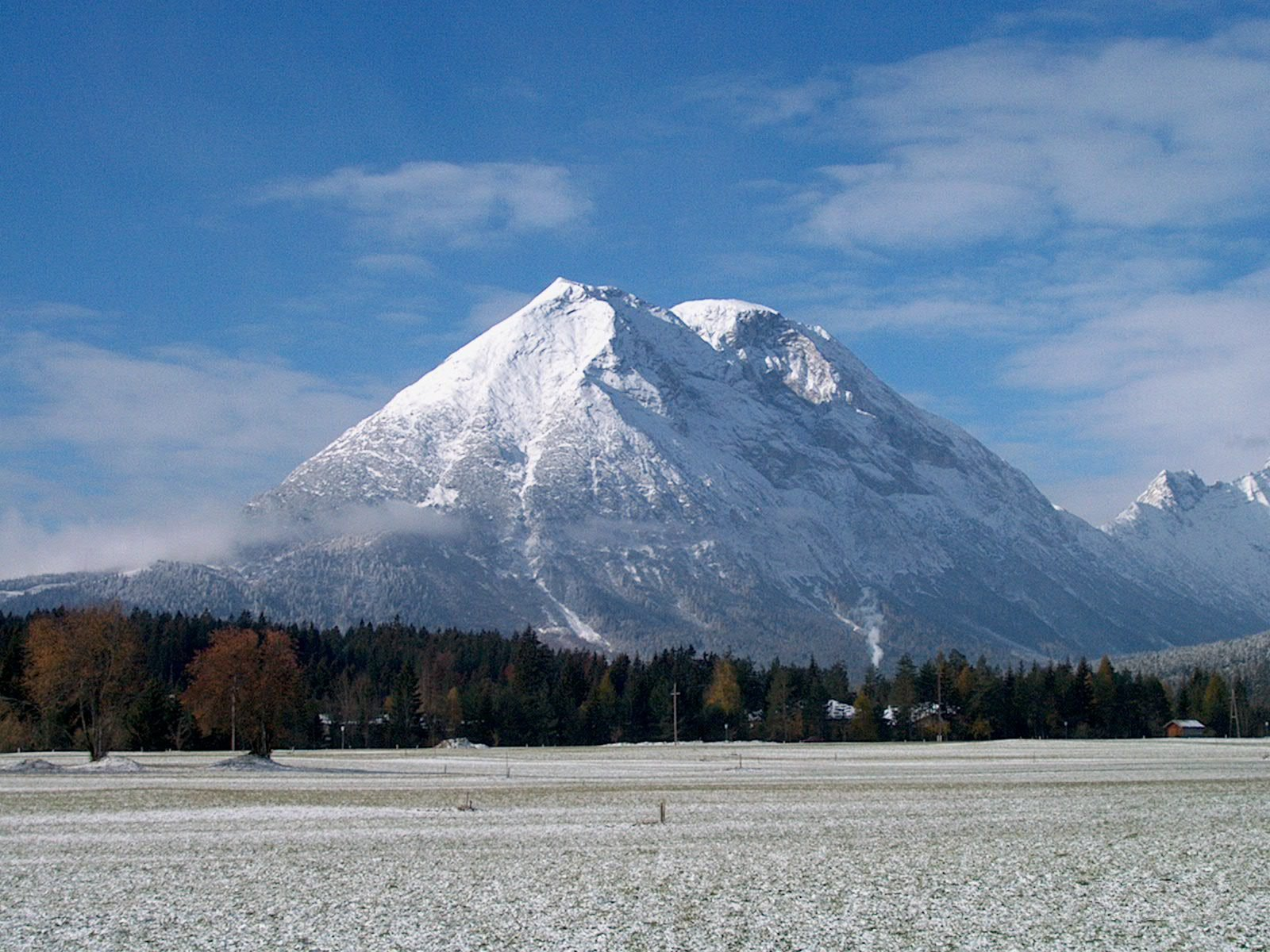
Leutaschtal und Ostflanke der Hohen Munde, rechts Eingang in das Gaistal

Leutasch ist eine Gemeinde mit 2525 Einwohnern (Stand 1. Jänner 2024) im Bezirk Innsbruck-Land in Tirol (Österreich). Die Gemeinde liegt im Gerichtsbezirk Innsbruck. Leutasch ist heute als Wintersportort für seine kilometerlangen Skilanglaufloipen bekannt.

## Geographie
Der Ort liegt im Leutaschtal, einem Hochtal, das sich über 16 km von der Hohen Munde nach Nordosten am Wettersteingebirge entlang erstreckt und in der Leutaschklamm endet, die bei Mittenwald die Grenze zu Deutschland bildet. Umrahmt wird das Tal von weiteren markanten Gipfeln wie dem Hochwanner, der Dreitorspitze und der Arnspitze. Das Tal ist eine große, von eiszeitlichen Gletschern geformte Felswanne, gefüllt mit Schotter und Seesedimenten. Es wird von der Leutascher Ache durchflossen. Das Gaistal führt zwischen Wetterstein und Mieminger Gebirge nach Westen zur Ehrwalder Alm.
Leutasch ist nach Süden vor dem warmen Föhn geschützt und nach Norden vor der Kälte durch den Wetterstein. Vom Westen her haben Schneewolken durch das Gaistal leichten Zugang. Dadurch ist die Leutasch sehr schneesicher, bei gleichzeitig mildem Sommerklima.
Die Besiedelung erstreckt sich entlang der Straße in zahlreichen Weilern. Leutasch war viel stärker von der Landwirtschaft geprägt als die Nachbarregion um Seefeld und konnte daher eine Kulturlandschaft aus Wiesen und Weiden mit Feuchtgebieten bis in die Gegenwart herüberretten.

### Gemeindegliederung
Die Gemeinde Leutasch besteht aus der einzigen, gleichnamigen Ortschaft mit 24 Dörfern, Rotten, Weilern und Zerstreuten Häusern.
Allgemein gliedert sich die Gemeinde in drei Teile:
- Oberleutasch, mit Ahrn, Aue, Emmat, Gasse, Kirchplatzl, Klamm, Kreith, Lehner, Moos, Obern, Ostbach, Plaik, Platzl, Seewald, Weidach (mit Unter-, Oberweidach), Föhrenwald.
- Unterleutasch, mit Burggraben, Lochlehn, Puitbach, Reindlau, Schanz, Unterkirchen
- Neuleutasch, und dort abgelegen Lehenwald und Boden-Niederlög, schon bei Scharnitz

Die Gemeinde hat keinen ausdrücklichen Hauptort, Gemeindesitz ist in Kirchplatzl, welcher auch mit ‚Leutasch‘ beziehungsweise ‚Oberleutasch‘ gleichgesetzt wird (oder umgekehrt der Ortsname ‚Leutasch‘ mit dem ganzen Gemeindeteil Oberleutasch). Am Kirchplatzl findet sich auch die Pfarrkirche Oberleutasch, die zweite Pfarre und Pfarrkirche der Gemeinde, Unterleutasch, befindet sich in Unterkirchen. Der Ortsteil Weidach bildet das touristische Zentrum.

### Nachbargemeinden
| Garmisch-Partenkirchen (Lkr. Garmisch-Partenkirchen, BY, DE) |                                             | Mittenwald (Lkr. Garmisch-Partenkirchen, BY, DE) |
| Wildermieming                                                | Kompassrose, die auf Nachbargemeinden zeigt | Scharnitz                                        |
| Telfs                                                        | Seefeld in Tirol                            |                                                  |

## Geschichte
Es gibt keine Belege für eine menschliche Besiedlung des Leutascher Gemeindegebiets vor der Mitte des 12. Jahrhunderts. Der Name deutet auf einen vorrömischen Flurnamen hin (*lauta- ‚Sumpf, Morast‘). Erstmals schriftlich erwähnt wird das Gebiet am Fluss Leutasch als („aqua que dicitur Livtaske“) im Jahr 1177 im Zusammenhang mit einer Stiftung des bayrischen Edelfreien Bernhard von Hausen an das oberbayerische Augustiner-Chorherrenstift Polling bei Weilheim. Etwa zur selben Zeit kam auch das Stift Wilten zu Besitzungen und Rechten in diesem Gebiet, dessen Tallagen in dieser Zeit wohl noch vollständig bewaldet sind. Bald entstanden auf gerodeten Flächen erste Gehöfte und Bauerngüter.
Im Jahr 1294 verkaufte der kinderlos gebliebene Graf Berchtold III. von Eschenlohe seine Grafschaften Mittenwald und Partenkirchen mitsamt dem Wetterstein an den Bischof von Freising, dessen Bistum damit zum Hochstift aufstieg. Das Hochstift Freising fasste die neuerworbenen Grafschaften mit dem bereits 1249 erworbenen predium Garmisch zur Grafschaft Werdenfels zusammen. Aus einer ersten Grenzbeschreibung von 1305 geht hervor, dass ein Teil des Leutaschtals zur Grafschaft Werdenfels gehörte.
Im Jahre 1312 erwarb Herzog Heinrich von Kärnten und Graf von Tirol Besitzungen in der Leutasch. 1338 ließ er am Talanfang oberhalb der Leutaschklamm, 300 m östlich der späteren Leutascher Schanze, eine Burg errichten, mit Vor- und Hauptburg sowie umlaufendem Wassergraben in quadratischer Anlage. In ihrem Schutz eignete sich Tirol weiteren Grundbesitz an, ehe das Leutaschtal 1500 ganz an Tirol ging.

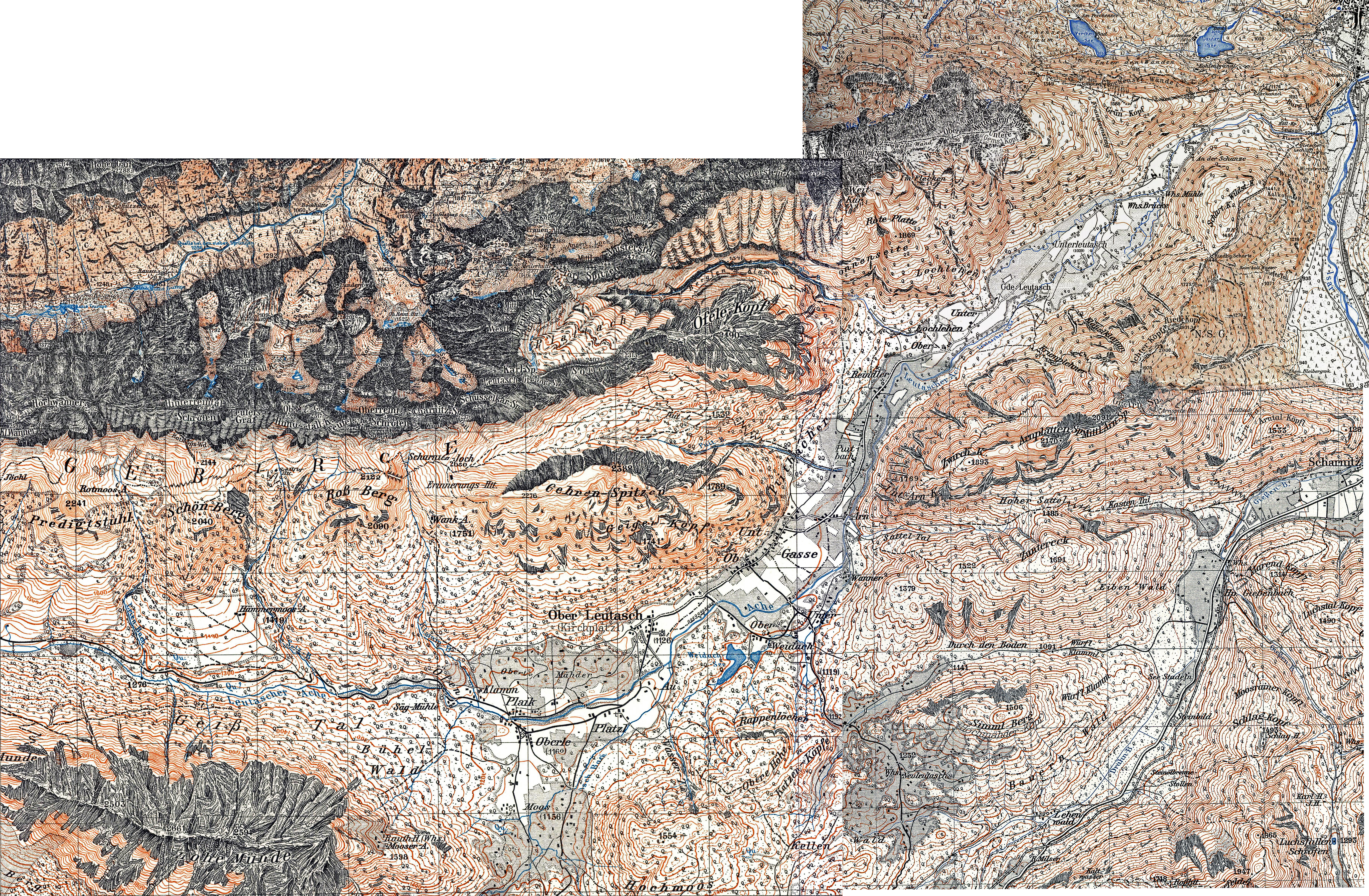
Topografische Karte 1:25.000 von Leutasch (1930er-Jahre)

Die weitere Besiedlung des Leutascher Tals erfolgte langsam, aber stetig, sodass 1775 ungefähr 800 Personen das Tal bewohnten und die Einwohnerzahl Leutaschs bei einer amtlichen Zählung im Jahr 1826 mit 945 angegeben wird. Auch der Kreis der Grundherren hat sich im Laufe der Zeit um den Tiroler Landesfürsten und das Stift Stams erweitert. Diese Grundherrschaften wurden – wie in ganz Österreich – im Zuge der Revolution von 1848/49 aufgehoben.
Obwohl das Leutaschtal abseits der Hauptverkehrswege liegt, war es mehrmals von kriegerischen Handlungen betroffen:
- Während des Dreißigjährigen Krieges kam es in Leutasch und der Nachbargemeinde Seefeld zu größeren Plünderungen, während das restliche Tirol fast vollständig verschont blieb.[8]

- Während des Bayerischen Rummels, des kriegerischen Einfalls bayerischer Truppen in Tirol im Jahr 1703 im Zuge des Spanischen Erbfolgekrieges, umgingen bayerische Truppen über einen Gebirgssteig am Grünkopf – den später sogenannten Franzosensteig – die Tiroler Befestigungsanlagen der Porta Claudia am Scharnitzpass und am Beginn des Leutaschtals (Leutascher Schanz), die die Zugänge von Norden über Mittenwald nach Tirol sichern, und gewannen so, durch Leutasch und Seefeld ziehend, den Zugang nach Tirol. Im Verlauf des Jahres 1703 kam es zu weiteren Kampfhandlungen im Bereich der Passbefestigungen bei Scharnitz und Leutasch.[9]

- Während des Feldzuges Napoléons gegen Österreich im Jahr 1805 (3. Koalitionskrieg) belagerten die französischen Truppen, von Norden kommend, die Pässe Scharnitz und Leutasch. Dem Vorbild der bayerischen Truppen hundert Jahre zuvor folgend, gelangten sie, von ortskundigen Mittenwaldern geführt, über den Franzosensteig nach Leutasch und konnten über Seefeld den Scharnitzpass erobern.[10]

### Bevölkerungsentwicklung
EinwohnerJahr9001200150018002100240027001860189019201950198020102040EinwohnerEinwohnerentwicklung von Leutasch

## Kultur und Sehenswürdigkeiten

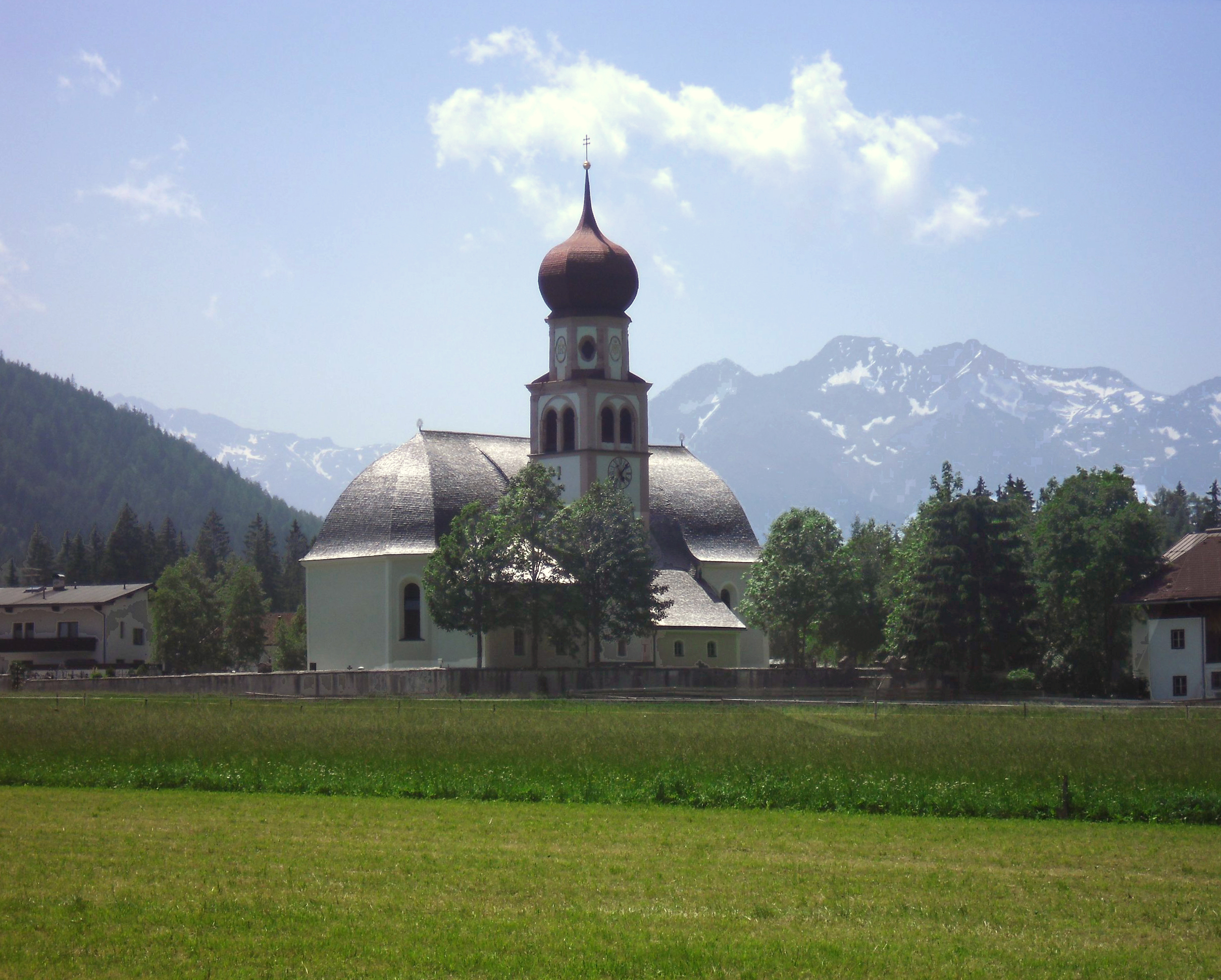
Pfarrkirche Oberleutasch

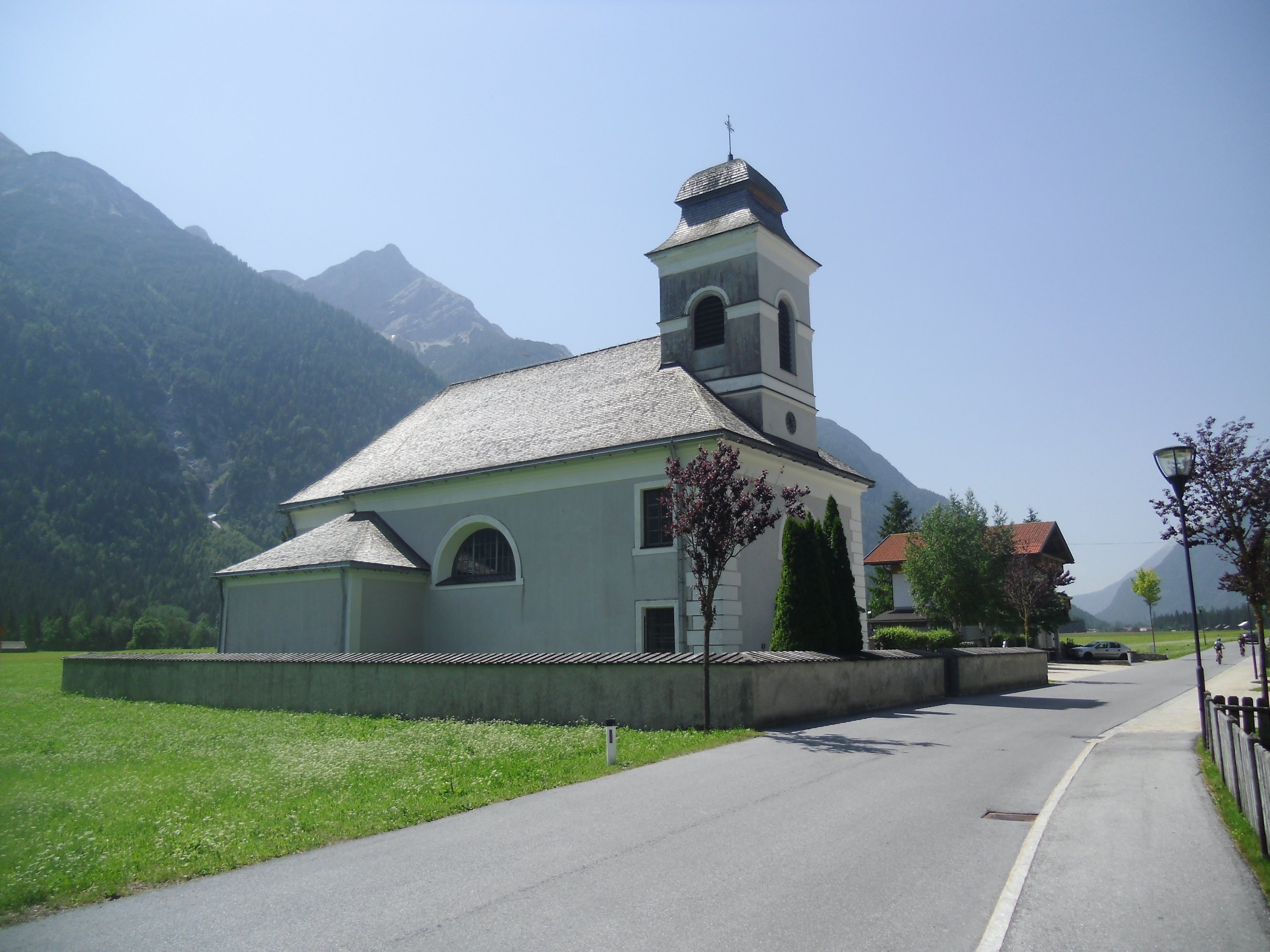
Pfarrkirche Unterleutasch

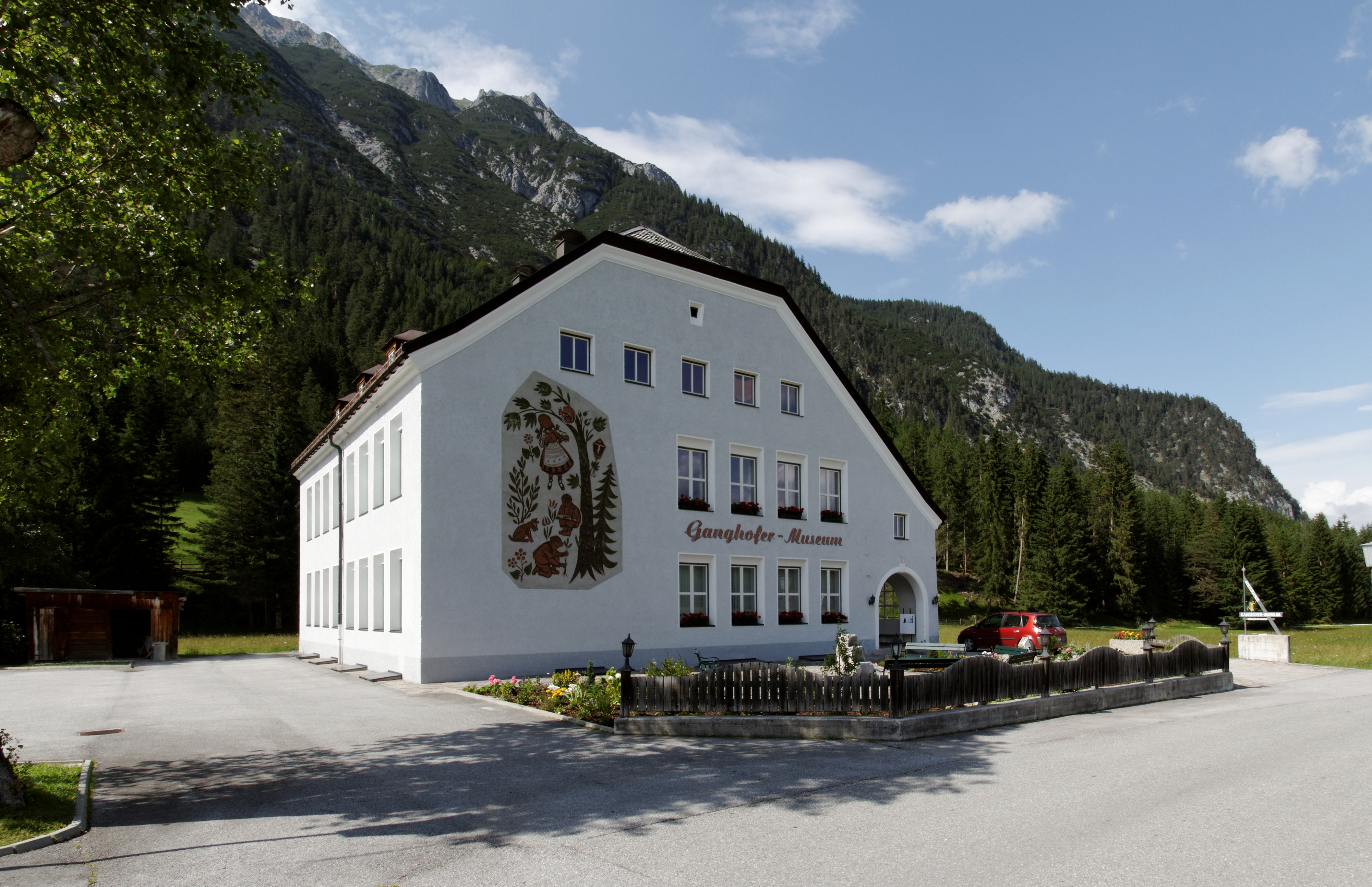
Ganghofermuseum

- Katholische Pfarrkirche Oberleutasch hl. Maria Magdalena
- Katholische Pfarrkirche Unterleutasch hl. Johannes der Täufer
- Des Weiteren gibt es zwanzig Kapellen.
- Sehenswert sind mit barocker Lüftlmalerei verzierte Häuser.
- Ganghofermuseum
- Der Jakobsweg Isar–Loisach–Leutascher Ache–Inn führt durch das Leutaschtal.
- Die Leutaschklamm ist seit August 2005 mit einem gesicherten Fußweg begehbar ausgebaut.

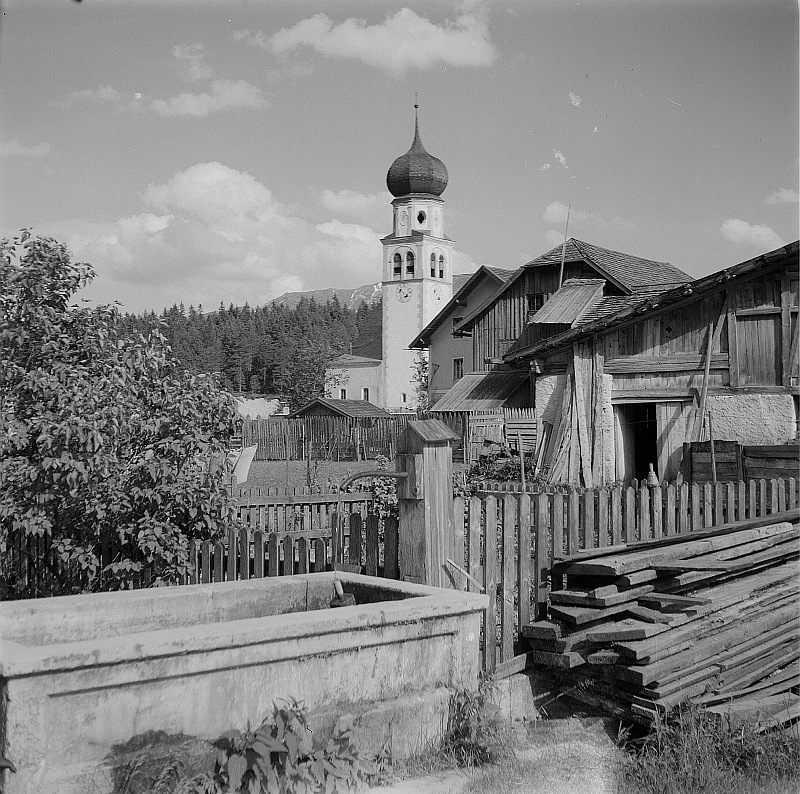
Blick zur Kirche (vor 1977)
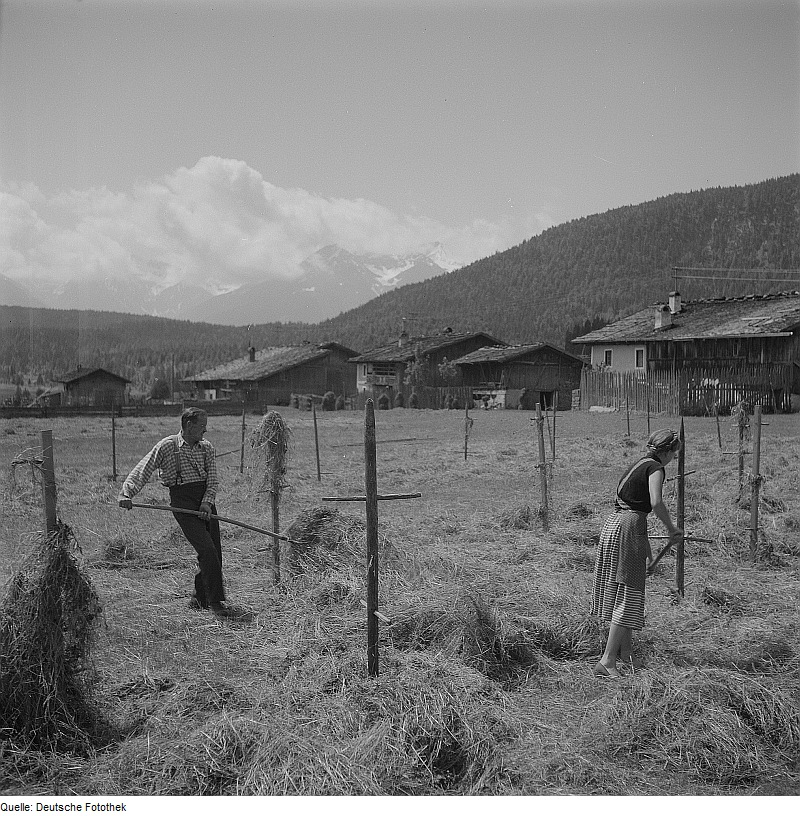
Heuernte (vor 1977)
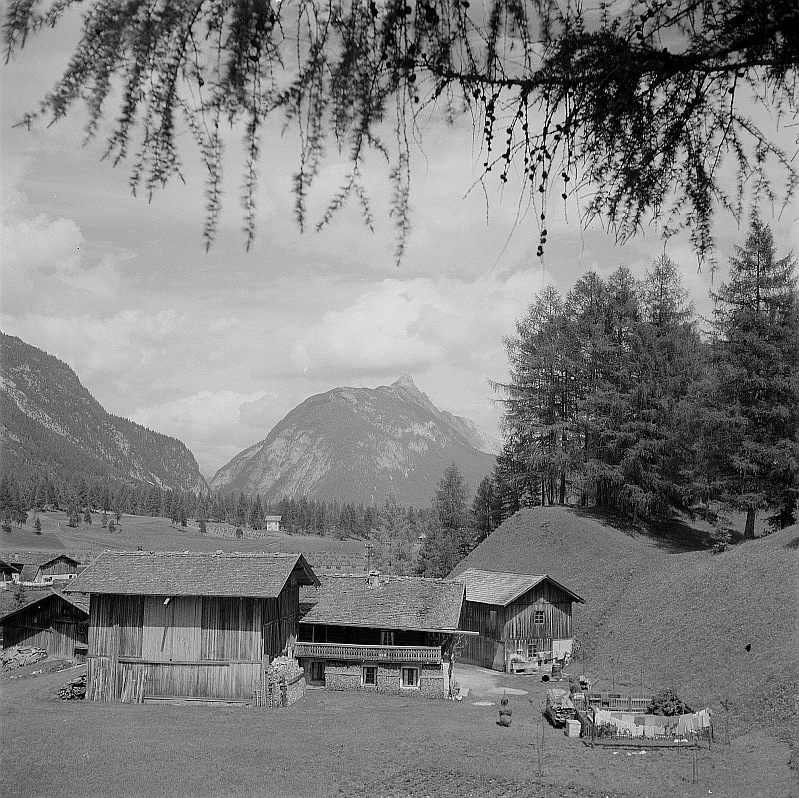
Blick auf die Arnspitze (vor 1977)

## Wirtschaft und Infrastruktur
Der Ortsteil Weidach bildet das touristische Zentrum, mit der Straße nach Seefeld, weiters gibt es eine Straßenverbindung nach Telfs in das Inntal und eine weitere nach Mittenwald. Die Gemeinde gehört zur Tourismusregion Olympiaregion Seefeld.
Leutasch hat sich seit den 1960er Jahren zu einer ruhigen Ferienregion entwickelt, die mit ihrem dörflichen Charakter vor allem auf Familien mit Kindern und Senioren abzielt. Im Winter werden ausgedehnte Langlaufloipen angelegt.
Zum Langlaufen stehen insgesamt 279 km Loipen der Olympiaregion Seefeld bereit. Das alpine Schilaufen ist am Katzenkopf (1.360 Meter hoch) möglich, dort stehen ein 3er Sessellift und 2 Schlepplifte zur Verfügung.
Leutasch verfügt heute über 10 Hotels und zahlreiche Pensionen, Ferienwohnungen und Appartementhäuser sowie mehrere
Restaurants und Gaststätten.

## Politik
Der Gemeinderat hat insgesamt 15 Mitglieder. Die Anzahl der Mitglieder wurde 2016 wegen Bevölkerungszuwachs von 13 auf 15 erhöht.
- Mit den Gemeinderats- und Bürgermeisterwahlen in Tirol 1998 hatte der Gemeinderat folgende Verteilung: 6 Gemeinsame Leutaschtaler Bürgerliste (GLBL), 4 Leutasch Aktiv - für Bürger und Tourismus (LA), 2 Leutasch 2000 - Tourismus - Gewerbe - Gastronomie und 1 Freiheitliche Liste Leutasch.[14]
- Mit den Gemeinderats- und Bürgermeisterwahlen in Tirol 2004 hatte der Gemeinderat folgende Verteilung: 8 Gemeinsame Leutaschtaler Bürgerliste (GLBL), 3 Zukunft für Leutasch und 2 Freie Liste Leutasch.[15]
- Mit den Gemeinderats- und Bürgermeisterwahlen in Tirol 2010 hatte der Gemeinderat folgende Verteilung: 5 Gemeinsame Leutaschtaler Bürgerliste mit Bürgermeister Thomas Mößmer, 4 Zukunft für Leutasch und 4 Leutasch bewegen - Familie, Tourismus, Gewerbe.[16]
- Mit den Gemeinderats- und Bürgermeisterwahlen in Tirol 2016 hatte der Gemeinderat folgende Verteilung: 5 Gemeinsame Leutaschtaler Bürgerliste mit Bürgermeister Thomas Mößmer – GLBL, 3 Zukunft für Leutasch mit VBM Siegfried Klotz – ZL, 7 Für Leutasch – FL.[17]
- Mit den Gemeinderats- und Bürgermeisterwahlen in Tirol 2022 hat der Gemeinderat folgende Verteilung:  8 Für Leutasch ( FL), 7 Gemeinsame Leutascher Bürgerliste (GLB).[18]

### Bürgermeister
- 2003–2017: Thomas Mößmer (GLBL)[19]
- seit 2018: Georgios Chrysochoidis (FL)[20]

### Wappen
Wappenbeschreibung:
In Grün ein goldener halber Hirsch.
Die Farben der Gemeindefahne sind gelb-grün.
Verliehen wurde das Wappen am 25. November 1981. Es „erinnert an den historischen Wild- und Waldreichtum der Gemeinde und an das bayerische Kloster Polling, das seit der Schenkung des Edelfreien Bernhard von Husen im Jahre 1178 [recte: 1177] durch Jahrhunderte eine bedeutende Grundherrschaft der Leutasch war.“

### Gemeindepartnerschaften
- Kahl am Main (Deutschland)
- Hida, seit 1998[22]

## Persönlichkeiten
- Ludwig Ganghofer (1855–1920), Schriftsteller
- Ernst Otto Fischer (1918–2007), Chemiker und Nobelpreisträger, er hatte ein Haus in Leutasch
- Hans Neuner (* 1976), Koch